# Jazkur-ilu
Jazkur-ilu, o anche Jazkur-El o Yazkur-El, (in accadico, 𒅀𒊍𒆴𒅋, Ia-az-kur-Èl; fl. XXII secolo a.C.) è stato un sovrano dell'Assiria.